# 扎希德內 (羅韋尼基區)
48°17′7″N 39°1′24″E / 48.28528°N 39.02333°E
扎希德内（烏克蘭語：Західне）是位於烏克蘭東部的村莊，由盧甘斯克州羅韋尼基區的赫魯斯塔利內市鎮負責管轄。該村始建於1946年，面積0.5平方公里，海拔高度111米，2001年人口112，人口密度每平方公里223.6人。